# Муније
Муније су насељено мјесто града Грубишног Поља, у Бјеловарско-билогорској жупанији, Република Хрватска.

## Географија
Муније се налазе око 12,5 км источно од Грубишног Поља.

## Становништво
Према попису становништва из 2011. године, насеље Муније је имало 35 становника.
| Демографија | Демографија | Демографија |
| Година      | Становника  | Становника  |
| ----------- | ----------- | ----------- |
| 1981.       | 136         |             |
| 1991.       | 93          |             |
| 2001.       | 65          |             |
| 2011.       |             | 35          |